# Johann Heinrich Silbermann
Johann Heinrich Silbermann (* 24. September 1727 in Straßburg; † 15. Januar 1799 ebenda) war ein elsässischer Orgelbauer, Klavierbauer, Organist und Komponist. Er war der jüngste Sohn des Orgelbauers Andreas Silbermann.

## Leben und Werk
Johann Heinrich Silbermann wirkte bei seinen Brüdern Johann Andreas und Johann Daniel Silbermann in Straßburg. Er baute unter anderem auch Hammerflügel. Johann Heinrich Silbermann war auch als Organist und Komponist tätig.